# Jeanette Morang
Jeanette Morang (12 mei 1965) is een Nederlands officier werkzaam bij de Nederlandse marine.
In 1986 voltooide Morang de opleiding tot marineofficier aan het Koninklijk Instituut voor de Marine. Ze was van 1995 tot 1997 luchtverdedigingsofficier op de Hr.Ms. Witte de With en van 1997 tot 1999 commandant op de Hr.Ms. Alkmaar. Van 1999 tot 2003 was ze hoofd inlichtingen en operaties bij de Kustwacht Caribisch Gebied, waarna ze naar de staf in Nederland verhuisde. Ze was in 2006 eerste officier van Hr.Ms. De Zeven Provinciën, een luchtverdedigings- en commandofregat.
Morang is de eerste vrouwelijke fregatcommandant in de Koninklijke Marine. Op vrijdag 12 januari 2007 werd ze, op 41-jarige leeftijd, aangesteld als commandant van het luchtverdedigings- en commandofregat (LCF) Hr. Ms. De Ruyter. Ze nam het bevel over van kapitein-luitenant ter zee Rob Bauer. Deze taak voerde ze uit tot juli 2009. Daarna werkte ze in de staf van de Commandant Zeestrijdkrachten in Den Haag tot ze in 2013 verbindingsofficier werd bij de NAVO in Brussel. In 2019 werd ze de eerste vrouwelijke vlagofficier van de Koninklijke Marine. Ze is verbonden aan het maritiem commandocentrum van de NAVO in Northwood.

## Decoraties
Herinneringsmedaille Vredesoperaties

 Onderscheidingsteken voor Langdurige Dienst als officier

 Marinemedaille

 Kruis voor betoonde marsvaardigheid

 TMPT Kruis (KNVRO)

 VN UNIFIL Medaille

Verder is Morang gerechtigd tot het dragen van:

 Onderscheidingsteken voor generale staf-bekwaamheid Defensie ('Gouden zon‘)

 Brevetembleem Commandocentrale officier (CCO)